# Olivier Karekezi
Olivier Karekezi Fils (ur. 25 maja 1983 w Kigali) – rwandyjski piłkarz grający na pozycji ofensywnego pomocnika.

## Kariera klubowa
Karierę piłkarską Karekezi rozpoczął w klubie APR FC ze stolicy kraju Kigali. W 1999 roku zadebiutował w jego barwach w rwandyjskiej pierwszej lidze. W swojej karierze czterokrotnie zostawał mistrzem kraju w latach 1999, 2000, 2001 i 2003. Jeden raz zdobył Puchar Rwandy w 2002 roku oraz jeden raz CECAFA Clubs Cup w 2004 roku.
W 2005 roku Karekezi został piłkarzem szwedzkiego klubu Helsingborgs IF, gdzie stał się podstawowym zawodnikiem. 22 maja 2005 strzelił pierwszego gola w lidze szwedzkiej, w spotkaniu z Kalmar FF (2:2). W 2006 roku wywalczył z Helsingborgiem Puchar Szwecji (2:0 w finale z Gefle IF).
Na początku 2008 roku Karekezi przeszedł do norweskiego HamKam z miasta Hamar. W pierwszej lidze norweskiej zadebiutował 30 marca 2008 w przegranym 0:2 wyjazdowym spotkaniu z FK Bodø/Glimt. Tydzień później w meczu z Vikingiem (3:2) strzelił pierwszą bramkę na norweskich boiskach. Na koniec roku spadł z HamKam do drugiej ligi. W rozgrywkach tych grał przez rok.
W 2010 roku Karekezi wrócił do Szwecji i został zawodnikiem drugoligowego Östers IF z miasta Växjö. Grał w nim przez dwa sezony. W latach 2011–2012 był zawodnikiem APR FC, z którym w sezonie 2011/2012 sięgnął po dublet - mistrzostwo i Puchar Rwandy. W latach 2013–2014 występował w tunezyjskim CA Bizertin. W sezonie 2012/2013 zdobył z nim Puchar Tunezji. W 2014 roku grał w Trelleborgs FF, a w latach 2015-2019 w Råå IF, w którym zakończył karierę.
| Sezon   | Klub            | Kraj     | Rozgrywki   | Mecze | Bramki |
| ------- | --------------- | -------- | ----------- | ----- | ------ |
| 1999    | APR FC          | Rwanda   | I. liga     | ?     | ?      |
| 2000    | APR FC          | Rwanda   | I. liga     | ?     | ?      |
| 2001    | APR FC          | Rwanda   | I. liga     | ?     | ?      |
| 2002    | APR FC          | Rwanda   | I. liga     | ?     | ?      |
| 2003    | APR FC          | Rwanda   | I. liga     | ?     | ?      |
| 2004    | APR FC          | Rwanda   | I. liga     | ?     | ?      |
| 2005    | Helsingborgs IF | Szwecja  | Allsvenskan | 18    | 5      |
| 2006    | Helsingborgs IF | Szwecja  | Allsvenskan | 25    | 11     |
| 2007    | Helsingborgs IF | Szwecja  | Allsvenskan | 17    | 2      |
| 2008    | HamKam          | Norwegia | Tippeligaen | 22    | 5      |
| 2009    | HamKam          | Norwegia | 1. divisjon | 10    | 1      |
| 2010    | Östers IF       | Szwecja  | Superettan  | 29    | 6      |
| 2011    | Östers IF       | Szwecja  | Superettan  | 20    | 0      |
| 2011/12 | APR FC          | Rwanda   | I. liga     | ?     | 14     |
| 2012/13 | APR FC          | Rwanda   | I. liga     | ?     | ?      |
| 2012/13 | CA Bizertin     | Tunezja  | CLP-1       | 6     | 1      |
| 2013/14 | CA Bizertin     | Tunezja  | CLP-1       | 1     | 0      |
| 2014    | Trelleborgs FF  | Szwecja  | Division 1  | 15    | 4      |
| 2015    | Råå IF          | Szwecja  | Division 4  | 17    | 5      |
| 2016    | Råå IF          | Szwecja  | Division 4  | 12    | 5      |
| 2017    | Råå IF          | Szwecja  | Division 4  | 13    | 5      |
| 2018    | Råå IF          | Szwecja  | Division 4  | 19    | 11     |
| 2019    | Råå IF          | Szwecja  | Division 4  | 9     | 1      |

## Kariera reprezentacyjna
W reprezentacji Rwandy Karekezi zadebiutował 9 kwietnia 2000 roku w zremisowanym 2:2 meczu eliminacji do MŚ 2002 z Wybrzeżem Kości Słoniowej, rozegranym w Kigali. W 2004 roku został powołany do reprezentacji Rwandy na Puchar Narodów Afryki 2004. Tam rozegrał 3 spotkania: z Tunezją (1:2), z Gwineą (1:1) i z Demokratyczną Republiką Konga (1:0). Od 2000 do 2013 rozegrał w kadrze narodowej 63 mecze i strzelił 21 goli.